# بلغور خانه کسکک
بلغور خانه کسکک مربوط به دوره قاجار است و در شهرستان تربت حیدریه، بخش مرکزی - دهستان بالا ولایت، غرب روستای کسکک واقع شده و این اثر در تاریخ ۱۶ اسفند ۱۳۸۴ با شمارهٔ ثبت ۱۴۳۶۸ به‌عنوان یکی از آثار ملی ایران به ثبت رسیده‌است.